# فيمي أوبابونمي
فيمي أوبابونمي (بالإنجليزية: Femi Opabunmi)‏ (مواليد 3 مارس 1985) هو لاعب كرة قدم. يلعب مع منتخب نيجيريا لكرة القدم. سبق له أن لعب في كأس العالم لكرة القدم مع منتخب بلاده.

## روابط خارجية
- فيمي أوبابونمي على موقع قاعدة بيانات كرة القدم.إي يو (الإنجليزية)
- فيمي أوبابونمي على موقع ناشيونال فوتبول تيمز (الإنجليزية)